# جورج ستيفنسون (صحفي)
جورج ستيفنسون (بالإنجليزية: George Stevenson)‏ هو صحفي أسترالي، ولد في 13 أبريل 1799، وتوفي في 19 أكتوبر 1856.